# Herbert J. Drane
Herbert Jackson Drane (ur. 20 czerwca 1863 w Franklin, zm. 11 sierpnia 1947 w Lakeland) – amerykański polityk, członek Partii Demokratycznej.

## Działalność polityczna
Od 1903 do 1905 zasiadał w stanowej Izbie Reprezentantów, a od 1913 w Senacie Florydy. Następnie w okresie od 4 marca 1917 do 3 marca 1933 przez osiem kadencji był przedstawicielem 1. okręgu wyborczego w stanie Floryda w Izbie Reprezentantów Stanów Zjednoczonych.